# Worms 3D
Worms 3D es un videojuego de estrategia militar por turnos de la serie Worms. Fue desarrollado por Team17. El juego fue el primero de la serie que se presentó en 3D. Además, algunas de las operaciones de las armas son sustancialmente diferentes de los títulos de Worms anteriores. Y si bien es clasificado T por la ESRB, que es la primera vez para la serie, que tiene 3 + por PEGI, que es también el primero de la serie. (Antes, los juegos fueron calificados como 7+ o 12+) Se desconoce por qué la ESRB eligió la calificación más alta, mientras que la calificación PEGI elegido 3+. El Mac OS X versión del juego fue lanzado en abril de 2004.
El juego fue anunciado por Team17 en 2002 como Worms 3, con un logo diferente e inicialmente anunciado para ser publicado por Activision.  En 2003, el nombre cambió a Worms 3D y Activision se eliminó como editor. Más tarde se anunció que Sega publicaría el juego solo para en territorios europeos.
También El juego fue anunciado en el E3 2003, con dos mapas diferentes para demostración.  El juego fue publicado en Europa para Windows, PlayStation 2, GameCube y Xbox por Sega el 31 de octubre de 2003. En Norteamérica, fue publicado para todas las plataformas mencionadas por Acclaim Entertainment el 11 de marzo de 2004,  excepto Xbox, para la cual Sega lanzó una versión norteamericana el 1 de marzo de 2005.  Fue portado a Macintosh y publicado por Feral Interactive el 14 de mayo de 2004. 
También el juego tuvo una canción llamada Shake Your Coconuts" aparece en los menús para el lanzamiento europeo del juego Worms 3D. Más tarde Los desarrolladores Team17 finalmente liberaron una "solución" para sustituir la música.

## Jugabilidad
El juego en sí no ha cambiado mucho de sus predecesores, con la excepción de la visión tridimensional, que permite la libertad del jugador más, y más posibilidades, para completar la tarea en cuestión. Como modos de campaña y partido de vuelta rápida de las versiones anteriores. El juego también incluye un modo multijugador, así como la posibilidad de editar y crear equipos. El objetivo de la mayoría de los partidos es eliminar los gusanos enemigos, mientras que el modo campaña da al jugador conjuntos de objetivos específicos que tiene que realizar.
La campaña consta de 35 pequeñas misiones en las que el jugador tiene que utilizar sus gusanos para completar una determinada tarea, como el de destruir los gusanos enemigos, recoger una caja determinada, o incluso misiones únicas, como tener que detonar 16 minas ocultas en un tiempo determinado. Todas las misiones dan premios en función de lo bien que se realiza. Las medallas de oro por lo general desbloquean bonificaciones como por ejemplo, mapas, misiones de desafío, informaciones sobre las armas o los bancos de voz. En las misiones de desafío en el que tienes que usar un arma/utilidad para recoger los objetivos que se suman a su banco de tiempo que aumenta constantemente. Obtener una medalla de oro aquí, abre nuevos mapas o armas con llave.

## Armas
| Familia Bazooka         | Bazooka          | Misil paloma      | Mortero           |                       |              |
| Familia Granada         | Granada          | Bomba de racimo   | Bomba de gas      | Santa granada de mano | Bomba banana |
| Familia armas de fuego  | Escopeta         | Uzi               | Bomba de gasolina | Bomba de tuberías     | Bomba lapa   |
| Familia cuerpo a cuerpo | Puño de fuego    | Bate de béisbol   | Hacha vikinga     | Productos             |              |
| Familia insertable      | Mina             | Dinamita          |                   |                       |              |
| Familia animal          | Paloma mensajera | Oveja             | Super oveja       | Anciana               | Vacas locas  |
| Familia asalto aéreo    | Asalto aéreo     | Burro de hormigón | Ataque bombardero | Ataque de médicos     |              |

Panel de armas
| Bazooka        | Misil paloma       | Mortero                | Paloma mensajera      | Toro rojo     |               |
| Granada        | Bomba de racimo    | Granada de gas         | Santa granada de mano | Bomba banana  |               |
| Escopeta       | Uzi                | Bomba de gasolina      | Soplete               | Bomba lapa    |               |
| Puño de fuego  | Bate de béisbol    | Hacha vikinga          | Productos             |               |               |
| Dinamita       | Mina de tierra     | Oveja                  | Super oveja           | Anciana       | Vacas locas   |
| Ataque aéreo   | Burro de hormigón  | Ataque bombardero      | Ataque médico         |               |               |
| Jet Pack       | Cuerda ninja       | Teletransportación     | Paracaídas            | Viga          | Kit de puente |
| Binoculares    | Congelar           | Balanza de la justicia | Terremoto             | Bomba nuclear |               |
| Saltarse turno | Seleccionar gusano | Caminar rápido         | Baja gravedad         | Mega mina     |               |

#### Nuevas Armas y utilidades introducidas en la serie
- Bomba Pegajosa
- Zarabatana (Blowpipe)
- Red Bull
- Ataque Médico
- Prismáticos
- Mina terrestre gigante (Super arma secreta muy rara solo puede ser usada coletando cajones)
- Granada de gas (Gas canister)
- Golpe de suerte (Que se basa en el ataque de correo de Worms Armageddon)